# レヴィアタン

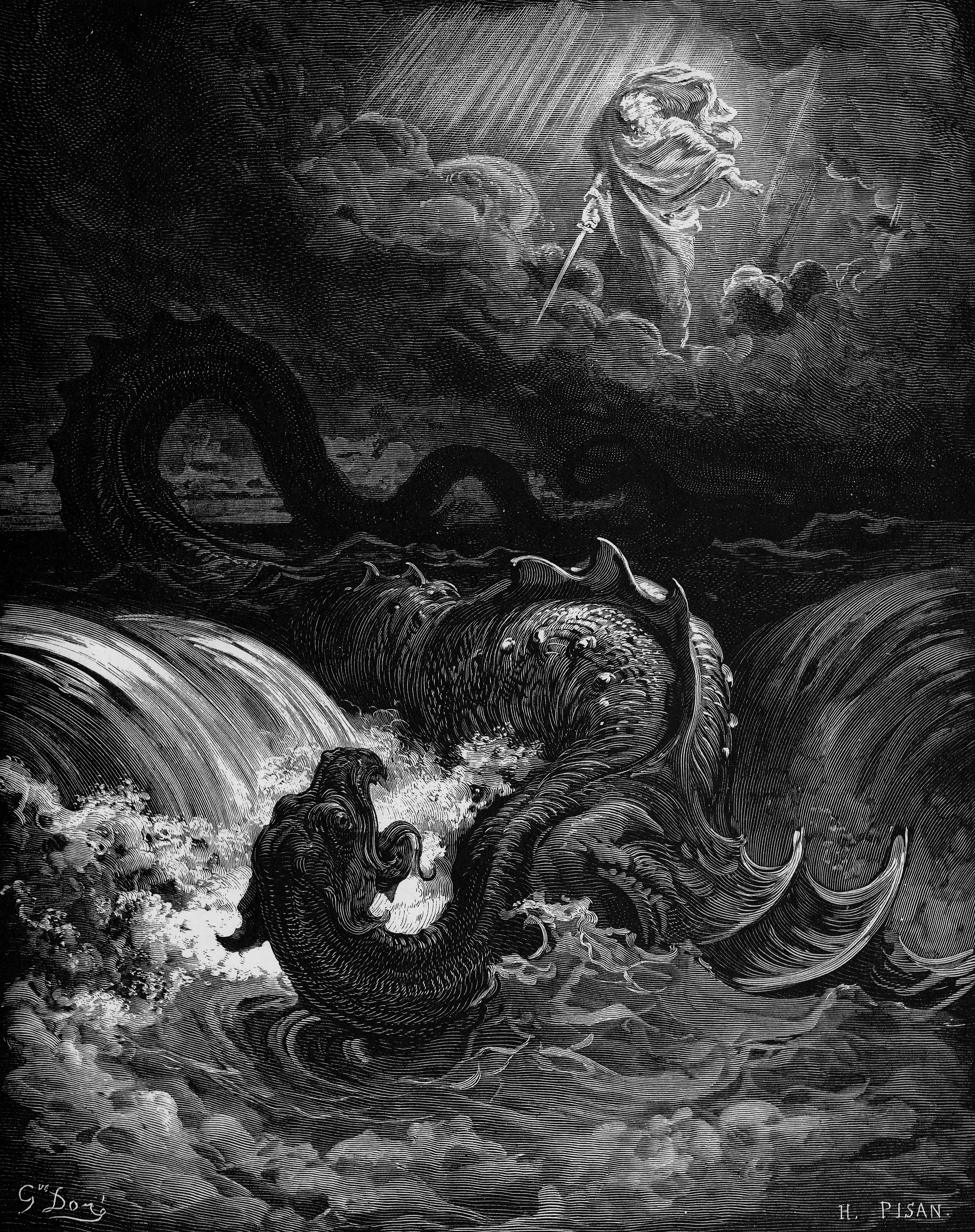
ギュスターヴ・ドレ製作の版画

レヴィアタン（ヘブライ語: לִוְיָתָן lwytn Līvyāṯān, 発音: リヴヤタン, ラテン語: Leviathan, 英語発音: [liˈvaiəθən] リヴァイアサン, 日本語慣用表記: レビヤタン）は、旧約聖書に登場する海の怪物。
その姿は伝統的には巨大なクジラ、魚、またはワニのような姿で描かれるが、後世には蛇や（蛇のように細長い体型での）竜などの形でも描かれている。

## 語源
その名前は「結合させる」「編み込む」を意味するヘブライ語 לוה lwh に由来するとされ、「ねじれた」「渦を巻いた」を意味すると考えられている。この語は海中にいる大きな生き物全般を指す言葉としても使われたが、現代ヘブライ語ではクジラの意である。

## 概要

### 旧約聖書
レヴィアタンは旧約聖書の『ヨブ記』3章8節,41章1-34節、『詩編』74章14節,104章26節、『イザヤ書』27章1節で言及される。
特に『ヨブ記』において、神の御技（がいかに人知を超えているか）の例として、ベヒモスとともに神自身の言葉の中で語られ、その姿とその力強さが詳しく描写される。『ヨブ記』41章を要約すると以下のようになる。「レヴィアタンの肉体は力強く体格に優れ、心臓は石のように硬く、腹は陶器の破片を並べたようで、背中には盾の列（のような鱗）が密に並んでいる。口には恐ろしい歯が生えている。くしゃみをすると光を放ち、その両目は朝日のよう。口からは炎が噴き出し、鼻からは煙を吹き、その息は炭に火を点ける。海を鍋のように沸かし、深い淵を白い髪のような光の筋を残しながら泳ぐ。どんな武器もレヴィアタンを貫けず傷つけることが出来ない。地の上にそれに並ぶものは他になく、恐れというものを知らない。何者もレヴィアタンと戦いそれを屈服させることは出来ず、見るだけで戦意を失うほどである」
『ヨブ記』3章8節ではヨブの嘆きの言葉の中で「日に呪いをかける者／レビヤタンを呼び起こす力ある者が／その日を呪うがよい」（新共同訳）という形で言及されるが、これは日食の比喩であるとされる。
『詩篇』104章26節では神の被造物を讃える歌の中で、「（神が）戯れるために創った海中の生き物」と書かれる。また、『アモス書』9章3節の中で「たとえ、わたしの目を逃れて、海の底に隠れても／そこで、蛇に命じてかませる。」（新共同訳）と書かれる「蛇」はレヴィアタンであると解釈され、ここでも神に対して従属的な存在である。対して、『詩篇』74章13-14節では「神がレヴィアタンと竜（תנין tannin）を殺した」こと、『イザヤ書』27章1節では「（審判の日に）神がレヴィアタンと竜（תנין tannin）を殺す」ことが語られている。
七十人訳聖書におけるギリシャ語訳は『ヨブ記』3章8節では「μέγα κῆτος mega kētos ：巨大なクジラ（または海獣）」が用いられ、残りの箇所は「δράκων drakōn：ドラゴン」であった。一方で、ラテン語訳のウルガタ聖書は全て音写でLeviathanを充てた。『ヨブ記』41章の描写はワニを思わせるものであり、この箇所は日本語訳の文語訳聖書では「わに」の語が充てられ、残りの箇所は「レビヤタン」と音写を充てられていた。
レヴィアタンは『ヨブ記』においてベヒモスと並べて記されており、ユダヤ･キリストでは海の獣と地の獣として二者一対で語られることが多い（後世には空のジズを加えて三頭一鼎とされる場合もあった。ただしジズは聖書原典には登場せず、二者と比べるとかなりマイナーな伝承である）。

### 外典
エチオピア正教会では旧約聖書に含まれる『エノク書』は、レヴィアタンとベヒモスの両者ともをタニーン（תנין tannin）であるし（タニーンについては後述を参照）、レヴィアタンは雌でベヒモスは雄であり、かつては共にあったが地の荒野と海の深淵に別たれたとしている。また、ベヒモスがその胸を置くのはエデンの東にあるデンダインの荒野であるという。（『エノク書』 60章7-10節）
ラテン語聖書独自の『第四エズラ書』では、神の創造の5日目の説話において、ベヒモスとレヴィアタンは元はどちらも海にいたが、海が両者ともを抱えておくことはできなかったので、ベヒモスには「千の山々」が与えられたとされる。また、神はそれらを人間のための食料として保存しているのだと述べる。（『第四エズラ書』 6章49-52節）
シリア語聖書ペシタ訳に含まれ偽典とされる『第2バルク書』ではレヴィアタンは神が天地創造の5日目にベヒモスと共に産み出したものとされ、神はそれらを終末における義人たちのための食料として保存しているのだという。（『第2バルク書』 29章4節）

### ユダヤの伝承
ユダヤの伝承では、レヴィアタンは魚として、ベヒモスは牛として描写されることが多い。レヴィアタンは丸く輪を描くような姿勢を取った魚の姿でよく描かれ、これは『イザヤ書』にある「曲がりくねる蛇」に基づく表現とも言われる。
ユダヤの聖書解釈、タルムード及びミドラーシュなどでは両者は終末の後のために神が用意した食物であると語られる。世界の終末に際してレヴィアタンはベヒモスと争い、ベヒモスはその角でレヴィアタンを突き倒しレヴィアタンはその鰭でベヒモスを突き刺して両者とも相打ちで倒れ、両者の肉は終末を超えた義人たちに食物として供される。ユダヤ教では通常は適切に屠殺された肉しか食べてはならないが、ここでは許される。（ミドラーシュ Leviticus Rabbah 13:3）
あるいは、神がその両者を剣で打ち倒すのだとされる。また、ジズを含む場合は三者ともが供される。
また、ラビ・ヨハナンは、レヴィアタンはかつて雄と雌の一対だったが、神はレヴィアタンが繁殖して増えて世界を滅ぼすのをおそれて、雄を去勢し雌を殺した、と語ったとされる。雌は塩漬けで保存されており、終末の後に供されるとする。ベヒモスに対しても神は同様にして、肉は冷やして保存された。また、終末の後の宴席で余った肉は市場で取引され、レヴィアタンの皮は彼らの幕屋として用いられ、幕屋に入れない者にはその皮から作られた首飾りなどが渡され、残りの皮はエルサレムの城壁に広げられるという（タルムード Bava Batra 74b-75a）

### 聖書の他の怪物との混同あるいは同一視
レヴィアタンは同じく聖書に登場する海の怪物（と解釈される言葉）であるタニーン（タンニン、タンニーン） תַּנִּין tnyn と同一視もしくはその一種であると解釈され、また、ラハブ רַהַב rhb と同一視される。
タニーンは古代カナン地方において海の怪物（または生物）を指す言葉であり、『詩篇』『イザヤ書』の「竜」の原文にあたる。この言葉は旧約聖書の各所に現れ、『創世記』では主が5日目に創造する海の生き物のひとつ（おそらく鯨）であり、また『出エジプト記』でアロンの杖が変化する「蛇」を指す言葉として使われ、『エゼキエル書』ではナイルの「ワニ」を現す。
ラハブは旧約聖書に表れる言葉であり、『ヨブ記』26章12-13節では「神がラハブを打ち、逃げる蛇を貫く」、『イザヤ書』51章9節では「神はラハブを切り裂き、竜(tannin)を貫いた」、『詩篇』89章10節では「神はラハブを打ち砕き、敵を蹴散らした」と言う表現が見られる。
『ヨナ書』5章に登場する巨大な魚はレヴィアタンおよびタニーンのような古代カナン地方において海の怪物の伝承に影響を受けていると言われる。ただし、ユダヤ・キリストの伝統においてレヴィアタンとこの魚を区別しようとする見方も強く、また、ミドラーシュには「魚を食べようとするレヴィアタンを魚の中のヨナが説き伏せて追い払う」という物語がある（ミドラーシュ Pirkei DeRabbi Eliezer 10）。
また、創世記の蛇と同一視して、アダムを女の姿で、イヴを男の姿で誘惑した両性具有の蛇だとする伝説もあった。
キリスト教においてレヴィアタンおよびベヒモスは、『ヨハネの黙示録』に登場する「七つの頭を持つ赤き竜」、「海から上がってくる七つの頭を持つ獣」と同一視されることもある。あるいは、それらの存在がレヴィアタンおよびベヒモスに基づいているとも解釈される。

## 起源
レヴィアタンはメソポタミア地域の海の怪物の神話・伝承に由来し、特にウガリット神話のリタン（ロタン）（𐎍𐎚𐎐 ltn）との関連が言及される。リタンはウガリット神話の主神である嵐の神バアル・ハダドに敗北する海の神ヤム（𐎊𐎎 ym）の異名（あるいはその眷属の名）であり、7つの頭を持つ蛇であるとされる。
『イザヤ書』27章1節「その日、主は／厳しく、大きく、強い剣をもって／逃げる蛇レビヤタン／曲がりくねる蛇レビヤタンを罰し／また海にいる竜を殺される。」（新共同訳）は、バアル・ハダドの戦いと勝利を描いた『Baal Cycle』中の「k tmḫṣ ltn bṯn brḥ／tkly bṯn ʾqltn／šlyṭ d šbʾt rašm（When you smite Lôtan, the fleeing serpent,／finish off the twisting serpent,／the close-coiling one with seven heads）」の翻案であると考えられている。また、その名前はレヴィアタンと同様に「渦を巻く」に由来するとされる。また、ヤムの異名（またはその眷属の名）としては 𐎚𐎐𐎐 tnn （תַּנִּין tanninと同語。ただしウガリット語での発音は tunnanu と解釈される）も存在する。
「7つの頭を持つ蛇」、「主神と海との戦い」はその他にもバビロニア神話における主神マルドゥクと海の女神ティアマトと彼女の産み出した怪物たちとの戦いなど、古代メソポタミアで広く見られるモチーフであり、時に神に従属的であり時に神と敵対的であるレヴィアタンの在り方は、そうしたモチーフの変形だと言われる。

## 悪魔としてのレヴィアタン
中世以降はサタンなどと同じ悪魔（堕天使）としても見られるようになった。
基本的には、海または水を司るとされ、一般的に想起されるような悪魔の外観を持つ場合もある。元のレヴィアタンが何物の攻撃も通さない様に、どんな悪魔祓いも通用しないとされている。大嘘つきで、人にとりつくこともでき、それを追い払うのは非常に難しいとされた。 特に女性にとりつこうとする。
悪魔学では、水から生まれた悪魔とされる。コラン・ド・プランシーの『地獄の辞典』に拠れば地獄の海軍大提督を務めており、また、悪魔の9階級においてはサタン、ベルゼブブに次ぐ第3位の地位を持つ強大な魔神とされる。
グリモワールの術士アブラメリンの聖なる魔術の書では、サタン、ルシファー、ベリアル、そしてレヴィアタンを最高四大君主とし、下位のベルゼブブの上位に相当する。
キリスト教の七つの大罪では、嫉妬を司る悪魔とされている。また、嫉妬は動物で表された場合は蛇となり、レヴィアタンが海蛇として描かれる外観と一致する。
また、かつては天使であり、天使であった頃の位階は、最高位の熾天使である。

## 大航海時代
大航海時代のヨーロッパの船乗りには、レヴィアタンは船の周りをぐるぐる泳いで渦巻きをつくり、船を一飲みにしてしまうクジラのような巨大生物だと伝わっていた。

## 象徴・命名
近代以降は、海または水中の怪獣・怪物あるいはそれを想起させるような物（戦艦・潜水艦など）の名称として、小説やゲームなどの創作物に登場するようになる。現実の例としても、イギリス海軍の艦名に用いられている。
英語においてLeviathanは、大きな物、大人物などの形容として使われる。トマス・ホッブズは著作『リヴァイアサン』の中で、社会契約によって形成された理想な国家（コモンウェルス）のことを「大怪物」としてのレヴィアタン（リヴァイアサン）になぞらえており、同時に、それは怪物というよりも、「人間に平和と防衛を保障する『地上の神』と言うべきだろう」とも述べている。
2010年、南米ペルーで見つかった1300万年前に生息していたとみられる新種のマッコウクジラの仲間には、レヴィアタンにちなんで「リヴィアタン・メルビレイ（Livyatan melvillei）」という学名が付けられた（メルビレイの部分は『白鯨』の作者ハーマン・メルヴィルから採られている）。